# ジャクリーヌ・ローガン
- ジャクリーン・ローガン

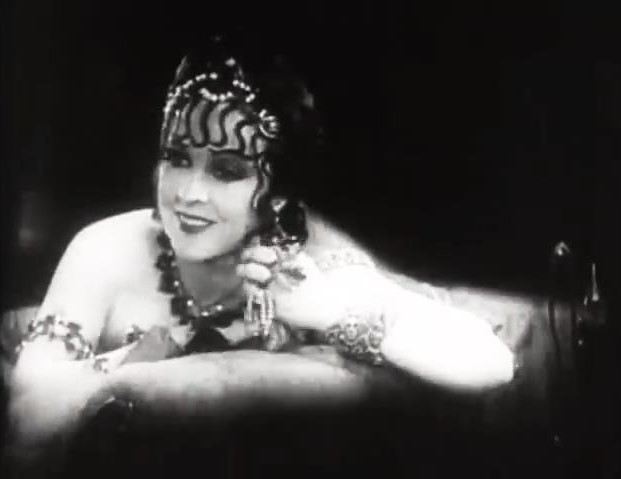
『キング・オブ・キングス』で演じたマグダラのマリア

ジャクリーヌ・メデュラ・ローガン（Jacqueline Medura Logan 、1904年11月30日 - 1983年4月4日）とは、アメリカ合衆国の女優。

## 生涯
テキサス州コーシカナの生まれ。父チャールズ・ローガンは建築家、母マリアンはオペラ歌手・声楽教師。幼い時にネブラスカ州スコッツブラフに引越す。その地でローガンはジャーナリストの勉強を始め、地元紙に記事を書いたりする。さらに勉強するため、コロラド州コロラドスプリングスの大学に進学。しかし、ローガンはレパートリー・シアターで、母親のようにバックコーラスで歌ったり、ピアノ/パイプオルガンの演奏をする。さらに役者一座に加わってシカゴへ行くが、両親にはおじさんの家に行くと嘘をついた。1920年、16歳の時、ニューヨークのブロードウェイ・ミュージカル『Florodora』にコーラスとして参加。それがフローレンツ・ジーグフェルド・ジュニアの目に留まり、ダンサーとして雇われる。
映画に出たのは1921年の『陰陽の人』が最初で、翌1922年にはワンパス・ベビー・スターズに選出。1923年の『夕陽の山路』で初主演すると、『The House of Youth』（1924年）、『孔雀の羽根』（1925年）、『美しの踊子』（1926年）などに出演。セシル・B・デミルの『キング・オブ・キングス』（1927年）ではマグダラのマリアを演じた。ローガンはサイレント映画期のスターだった。しかし、トーキーの時代が到来。過去のサイレント映画のサウンド版を作る時にはローガンは自分で自分の声を吹き替えたが、サイレント映画の女優たちの需要はなくなった。
ローガンはイギリスに渡り、『Smoky Cell』などの舞台に立つ。映画も『The Middle Watch』に出演、さらに『Strictly Business』（1931年）では監督・脚本を手掛けた。
ハリウッドに戻るとコロンビア ピクチャーズと交渉するが、女性監督は望まれていなかった。
1934年に実業家と二度目の結婚をしたのを機に、映画界から引退した。ブロードウェイの『Merrily We Roll Along』（1934年 - 1935年）に出演。
1947年に離婚。1960年代後半にニューヨーク州ウエストチェスター郡に移り住む。冬はフロリダで友人で元女優のライラ・リー、ドロシー・ダルトンらと過ごす。
晩年はニューヨーク州ベッドフォード・ヒルズで、元女優で犬のブリーダーとして有名なリナ・バスケットから譲られたグレート・デーンと暮らした。
1983年、フロリダ州メルボルンで死去。78歳だった。イリノイ州ディケーターのグリーンウッド墓地に埋葬された。

## フィルモグラフィ

### 出演
- 陰陽の人（英語版） A Perfect Crime  (1921)
- White and Unmarried  (1921)
- 戦う恋人 The Fighting Lover  (1921)
- モリー・オー Molly O  (1921)
- 愚か者の楽園 Fool's Paradise  (1921)
- 可愛い悪魔 Gay and Devilish  (1922)
- 裸一貫 A Tailor-Made Man  (1922)
- 空中の猛襲 Saved by Radio  (1922)
- 燃ゆる砂 Burning Sands  (1922)
- Ebb Tide  (1922)
- A Blind Bargain  (1922)
- 異郷の露 Java Head  (1923)
- 剣劇の響 Mr. Billings Spends His Dime  (1923)
- 巨人大望 Sixty Cents an Hour  (1923)
- 夕陽の山路 Salomy Jane  (1923) - 主演
- 消え行く燈明 The Light That Failed  (1923) - 主演
- 地獄の猛火 Flaming Barriers  (1924) - 主演
- The Dawn of a Tomorrow  (1924) - 主演
- 海の掟 Code of the Sea  (1924)
- ダイナマイト・スミス Dynamite Smith  (1924)
- The House of Youth  (1924) - 主演
- マンハッタン Manhattan  (1924)
- 死線に立つ A Man Must Live  (1925)
- 空中襲撃 The Sky Raider  (1925)
- Playing with Souls  (1925) - 主演
- If Marriage Fails  (1925) - 主演
- サンキュー（英語版） Thank You  (1925)
- 孔雀の羽根 Peacock Feathers  (1925) - 主演
- 怒号する天地 When the Door Opened  (1925) - 主演
- 喧嘩両成敗 Wages for Wives  (1925) - 主演
- 美しの踊子 The Outsider  (1926) - 主演
- White Mice  (1926) - 主演
- Out of the Storm  (1926) - 主演
- トニー大暴れ Tony Runs Wild  (1926)
- 操人形糸違い Footloose Widows  (1926)
- One Hour of Love  (1927) - 主演
- キング・オブ・キングス The King of Kings  (1927)
- ブラッド・シップ The Blood Ship  (1927)
- For Ladies Only  (1927)
- The Wise Wife  (1927)
- オグレス The Leopard Lady  (1928) - 主演
- Midnight Madness  (1928) - 主演
- 道楽親爺 Broadway Daddies  (1928) - 主演
- Una nueva y gloriosa nación  (1928、アルゼンチン＝アメリカ)
- 非常警戒 The Cop  (1928)
- 女相場ドル相場 Stocks and Blondes  (1928)
- 浮かれ街道 Power  (1928)
- The Look Out Girl  (1928) - 主演
- 我侭女房 Nothing to Wear  (1928) - 主演
- Ships of the Night  (1928) - 主演
- The River Woman  (1928)
- The Faker  (1929) - 主演
- Stark Mad  (1929)
- The Bachelor Girl  (1929)
- The King of the Kongo  (1929) - 主演
- The Show of Shows  (1929)
- Sombras habaneras  (1929、アメリカ＝キューバ) - 主演
- クラック将軍 General Crack  (1930)
- Symphony in Two Flats  (1930、イギリス)
- The Middle Watch  (1930、イギリス)
- Shadows  (1931、イギリス) - 主演

### 監督・脚本
- Strictly Business  (1931、イギリス)